# Bocquillonia sessiliflora
Bocquillonia sessiliflora är en törelväxtart som beskrevs av Henri Ernest Baillon. Bocquillonia sessiliflora ingår i släktet Bocquillonia och familjen törelväxter. Inga underarter finns listade i Catalogue of Life.